# Tropidophis
Tropidophis, del griego clasico τροπίς (tropís), "cresta", y ὄφις (óphis), "serpiente" es un género de serpientes que pertenecen a la familia Tropidophiidae. Se distribuyen por Sudamérica y las Antillas. Se trata de serpientes de entre 30 y 60 centímetros, según la especie, terrestres, que viven en la selva.

## Especies
Se reconocen las 34 especies siguientes:
- Tropidophis battersbyi Laurent, 1949 - Boa enana de Battersby.
- Tropidophis bucculentus (Cope, 1868) - Boa enana de Navaza.
- Tropidophis cacuangoae Ortega-Andrade, Bentley, Koch, Yánez-Muñoz & Entiauspe-Neto, 2022[2] - Boa enana de Cacuango.
- Tropidophis canus (Cope, 1868) - Boa enana de las Bahamas.
- Tropidophis caymanensis Battersby, 1938 - Boa enana de Islas Caimán.
- Tropidophis celiae Hedges, Estrada & Díaz, 1999 - Boa enana de Canasí.
- Tropidophis curtus (Garman, 1887) -  Boa enana del Norte de Bahamas.
- Tropidophis feicki Schwartz, 1957 - Boa enana de Feick.
- Tropidophis fuscus Hedges & Garrido, 1992 - Boa enana oscura cubana.
- Tropidophis galacelidus Schwartz & Garrido, 1975 - Boa enana de Pilsbry.
- Tropidophis grapiuna Curcio, Sales Nunes, Suzart Argolo, Skuk & Rodrigues, 2012 - Boa enana de Bahía
- Tropidophis greenwayi Barbour & Shreve, 1936 - Boa enana de Cayo Ambergris.
- Tropidophis haetianus (Cope, 1879) - Boa enana de La Española.
- Tropidophis hardyi Schwartz & Garrido, 1975 - Boa enana de Escambray.
- Tropidophis hendersoni Hedges & Garrido, 2002 - Boa enana cubana caqui .
- Tropidophis jamaicensis Stull, 1928 - Boa enana de Jamaica.
- Tropidophis leonae Landestoy, 2023[3] - Boa enana de Borahona.
- Tropidophis maculatus (Bibron, 1840) - Boa enana manchada.
- Tropidophis melanurus (Schlegel, 1837) - Boa enana oscura, Boa enana gigante cubana.
- Tropidophis morenoi Hedges, Garrido & Díaz, 2001 - Boa enana cebra.
- Tropidophis nigriventris Bailey, 1937 - Boa enana panzanegra.
- Tropidophis pardalis (Gundlach, 1840) - Boa enana leopardo.
- Tropidophis parkeri Grant, 1941 - Boa enana de Parker.
- Tropidophis paucisquamis (Müller, 1901) - Boa enana brasileña.
- Tropidophis pilsbryi Bailey, 1937 - Boa enana cubana de cuello blanco.
- Tropidophis preciosus Curcio, Sales Nunes, Suzart Argolo, Skuk & Rodrigues, 2012 - Boa enana de Minas Gerais.
- Tropidophis schwartzi Thomas, 1963 - Boa enana de Schwartz.
- Tropidophis semicinctus (Gundlach & Peters, 1864) - Boa enana rayada.
- Tropidophis spiritus Hedges & Garrido, 1999 - Boa enana de Sancti Spíritus.
- Tropidophis stejnegeri Grant, 1940 - Boa enana de Stejneger.
- Tropidophis stullae Grant, 1940 - Boa enana de Stull.
- Tropidophis taczanowskyi (Steindachner, 1880) - Boa enana de Taczanowsky.
- Tropidophis wrighti Stull, 1928 - Boa enana de Wright.
- Tropidophis xanthogaster Domínguez, Moreno & Hedges, 2006 - Boa enana de Guanahacabibes.